# Cinclosoma
Cinclosoma és un gènere d'ocells de la família dels cinclosomàtids (Cinclosomatidae) no relacionats filogenèticament ni amb les guatlles ni amb Turdus, però amb morfologia que fa recordar a tots dos grups, el que li val llur nom en anglès: quail-thrush. Viu en hàbitats variats, que van des dels boscos tropicals fins als deserts, en Austràlia i Nova Guinea. S'han inclòs vuit espècies dins aquest gènere:
- Cinclosoma ajax - cinclosoma pintat.
- Cinclosoma punctatum - cinclosoma pigallat.
- Cinclosoma castanotum - cinclosoma pitblau.
- Cinclosoma clarum - cinclosoma dors de coure.
- Cinclosoma marginatum - cinclosoma occidental.
- Cinclosoma castaneothorax - cinclosoma de pit castany.
- Cinclosoma alisteri - cinclosoma de Nullarbor.
- Cinclosoma cinnamomeum - cinclosoma canyella.